# Jakob Duckardt
Jakob Duckardt (* 1895 in Landau, Ukraine; † 20. August 1920 in Katharinental, Ukraine) war ein deutsch-russischer römisch-katholischer Geistlicher und Märtyrer.

## Leben
Jakob Duckardt stammte aus einer schwarzmeerdeutschen Familie im Bistum Tiraspol. Er studierte Theologie am Priesterseminar Saratow und wurde 1919 zum Priester geweiht. Er war zuerst Vikar in Landau, dann Pfarradministrator in Katharinental. Im August 1920 wurde er am Fluss Bug von einem bolschewistischen Soldat erschossen, als er Verwundeten die Sterbesakramente spendete.

## Gedenken
Die Römisch-katholische Kirche in Deutschland nahm Pfarrer Jakob Duckardt als Märtyrer in das deutsche Martyrologium des 20. Jahrhunderts auf.